# شيغيلة زحارية من النمط التاسع
شيغيلة زحارية من النمط التاسع (بالإنجليزية: Shigella dysenteriae type 9)‏ هي نمط بكتيري من أنماط الشيغيلة الزحارية ضمن شعبة المتقلبات.